# Lebenyes íbisz
A lebenyes íbisz (Bostrychia carunculata) a madarak (Aves) osztályának a gödényalakúak (Pelecaniformes) rendjébe, ezen belül az íbiszfélék (Threskiornithidae) családjába és az íbiszformák (Threskiornithinae) alcsaládjába tartozó faj.

## Előfordulása
Eritrea és Etiópia területén honos.